# Songdo
Songdo è una città internazionale dedicata al commercio ed al business attualmente in costruzione su un'area di 6,1 km² di terra sottratta al mare sulla costa di Incheon, a 65 km da Seul e collegata all'Aeroporto Internazionale Incheon da un ponte autostradale di 12,3 km, chiamato Incheon Bridge. Con Yeongjong e Cheongna, fa parte dell'Incheon Free Economic Zone.
Il distretto commerciale internazionale di Songdo ospiterà il Northeast Asia Trade Tower e la Incheon Tower. Scuole, ospedali, appartamenti, uffici e luoghi culturali vengono costruiti nel distretto. Saranno presenti le repliche di importanti luoghi nel mondo come il Central Park e i canali di Venezia. Questo progetto di sviluppo decennale dovrebbe costare oltre 40 miliardi di dollari, rendendolo uno dei più cari progetti di sviluppo mai realizzati.
Lo sviluppo di Songdo è stato sottoscritto da una joint venture internazionale guidata dalla Gale International e dalla POSCO. Il progetto è stato studiato dall'ufficio newyorkese di Kohn Pedersen Fox (KPF). Le infrastrutture di sviluppo e la mano d'opera sono state fornite dalla città di Incheon.

## Sviluppo
Costruita su un'area di 6 km² ricavata dal Mar Giallo al largo di Incheon, a circa 56 km dalla capitale della Corea del Sud, Seul, il distretto commerciale internazionale di Songdo è la più grande speculazione edilizia della storia. Al suo completamento, programmato per il 2022, il distretto dovrebbe contenere oltre 80.000 appartamenti, 4.645.000 m² di uffici e 929.000 m² di aree commerciali. La Northeast Asia Trade Tower con i suoi 65 piani è divenuta il più alto edificio della Corea del Sud e il secondo più alto della penisola coreana dopo il Ryugyong Hotel di Pyongyang, nella Corea del Nord. Tutte le case, le strade e gli uffici saranno dotati di computer collegati alla wide area network cittadina.

## Complesso Accademico Globale Yonsei Songdo
L'accordo per la costruzione del complesso venne stipulato l'8 maggio del 2006 tra la città di Incheon e la Yonsei University, il complesso accademico Yonsei Songdo sarà un'ancora dell'R&D dell'area di Songdo e da base per la ricerca delle industrie coreane. La costruzione è divisa in due fasi, la prima fase include il Global Campus, il Joint University Campus, il R&D Campus, e il Global Academic Village. La fase uno doveva essere completata per il 2010 mentre la fase due deve iniziare entro il 2011.
Il Joint University Campus secondo progetto deve essere sia campus d'oltremare per le principali università di ricerca straniere, sia la sede per univiersità locali. Questo campus sarà integrato e completamente compatiile con i programmi di studio della Yonsei University.

## Critiche
Nel 2003, l'associazione Birds Korea ha posto fine al progetto di bonifica a causa di timori per la perdita di importanti piane di marea. Prima della bonifica, le piane di marea di Songdo erano dimora di alcune specie a rischio di uccelli marini, e offrivano un punto di sosta ai trampolieri migratori nel loro viaggio tra gli emisferi Settentrionale e Meridionale.